# Bruma (España)
Bruma o San Lorenzo de Bruma (llamada oficialmente San Lourenzo de Bruma) es una parroquia del municipio de Mesía, en la provincia de La Coruña, Galicia, España.

## Entidad de población
Entidad de población que forma parte de la parroquia:
- Hospital

## Demografía
| Gráfica de evolución demográfica de Bruma entre 2000 y 2018 |
|                                                             |
| Población de derecho según el padrón municipal del INE      |